# گورستان کایدون
قبرستان کایدون مربوط به دوره صفوی است و در شهرستان بیضا، بخش بیضا، دهستان بانش، روستای دشمن زیاری، بین باغات انگور واقع شده و این اثر در تاریخ ۲۳ بهمن ۱۳۸۵ با شمارهٔ ثبت ۱۷۲۳۸ به‌عنوان یکی از آثار ملی ایران به ثبت رسیده است.